# Franciszek Bujak (poslanec Říšské rady)
Franciszek Bujak (22. března 1852 nebo 1853 Krakov – 1915) byl rakouský politik polské národnosti z Haliče, na počátku 20. století poslanec Říšské rady.

## Biografie
Pocházel z rodiny dělníka. Studoval na Jagellonské univerzitě. Působil jako obecní radní v Krakově a viceprezident spolku pro feriální osady pro chudé středoškolské studenty v Krakově. Byl mu udělen Řád Františka Josefa. V době svého působení v parlamentu je profesně uváděn jako rada vrchního zemského soudu v Krakově. Vedl okresní soud pro civilní záležitosti v Krakově.
Působil také coby poslanec Říšské rady (celostátního parlamentu Předlitavska), kam usedl ve volbách do Říšské rady roku 1907, konaných poprvé podle všeobecného a rovného volebního práva. Byl zvolen za obvod Halič 40.
Je řazen mezi polské konzervativce. Po volbách roku 1907 byl na Říšské radě členem poslaneckého Polského klubu.
Byl pohřben na rakowickém hřbitově v Krakově.